# Museu de Percurso do Negro em Porto Alegre

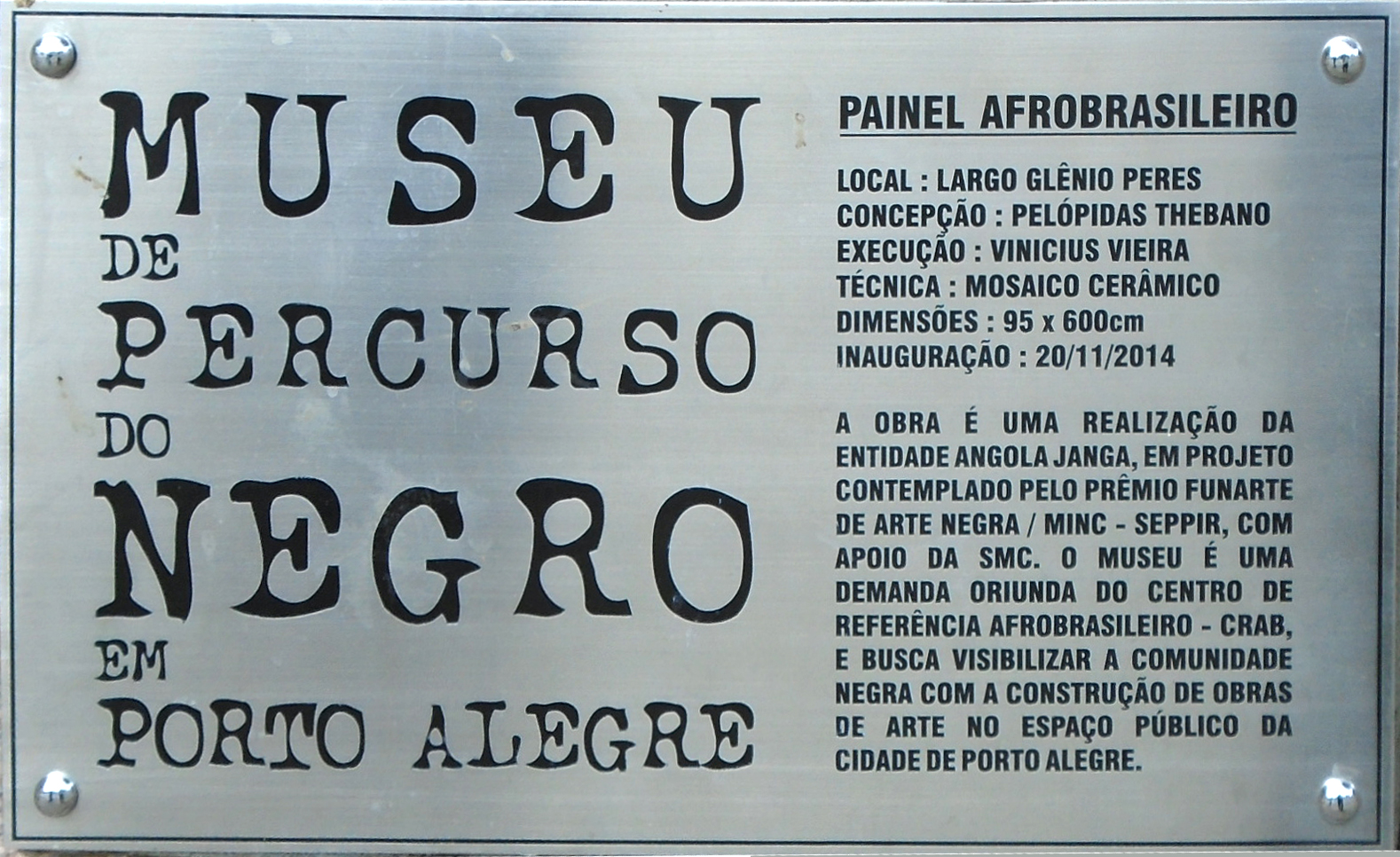
Placa de uma das obras do Museu de Percurso do Negro em Porto Alegre

O Museu de Percurso do Negro em Porto Alegre é um museu a céu aberto da cidade brasileira de Porto Alegre, dedicado a dar mais visibilidade à comunidade negra e resgatar a memória da sua presença na cidade.
O museu não tem uma sede, é um museu de percurso, de território. Segundo o historiador Pedro Vargas, "ele busca marcar lugares importantes para a memória da população negra, que estão sendo apagados ao longo do tempo. O museu traz uma memória quase que perdida dessa população negra que também fazia parte do início de Porto Alegre. População que, hoje, é praticamente invisibilizada". É o primeiro em seu tipo no Brasil.

## História
Os antecedentes da criação do Museu de Percurso do Negro estão no fortalecimento da conscientização da comunidade negra e, mais especificamente, nas Caminhadas Cívicas realizadas no início do século XXI, idealizadas por artistas, poetas e escritores ligados á Associação Negra de Cultura. A primeira ocorreu em 20 de maio de 2001, comemorando as três datas negras do mês de maio: o 13 de maio, dia da abolição da escravatura, transformado pelo movimento negro em Dia Nacional de Denúncia contra o Racismo; o 14 de maio, data da execução dos lideres da Revolta dos Malês de 1835, e o 25 de maio, Dia da África. Segundo Karitha Soares, "a proposta foi fazer um percurso por onde os negros africanos e seus descendentes construíram memórias por onde passaram, seja pelo trabalho, flagelo, expressões culturais e resistência". A caminhada passou pelo Mercado Público, a Igreja do Rosário, a área da antiga Cadeia, a Rua da Praia, o local do antigo Pelourinho no largo da Igreja das Dores, o antigo Largo da Forca e outros, finalizando na Casa de Cultura Mário Quintana, onde ocorreu uma roda de conversa.

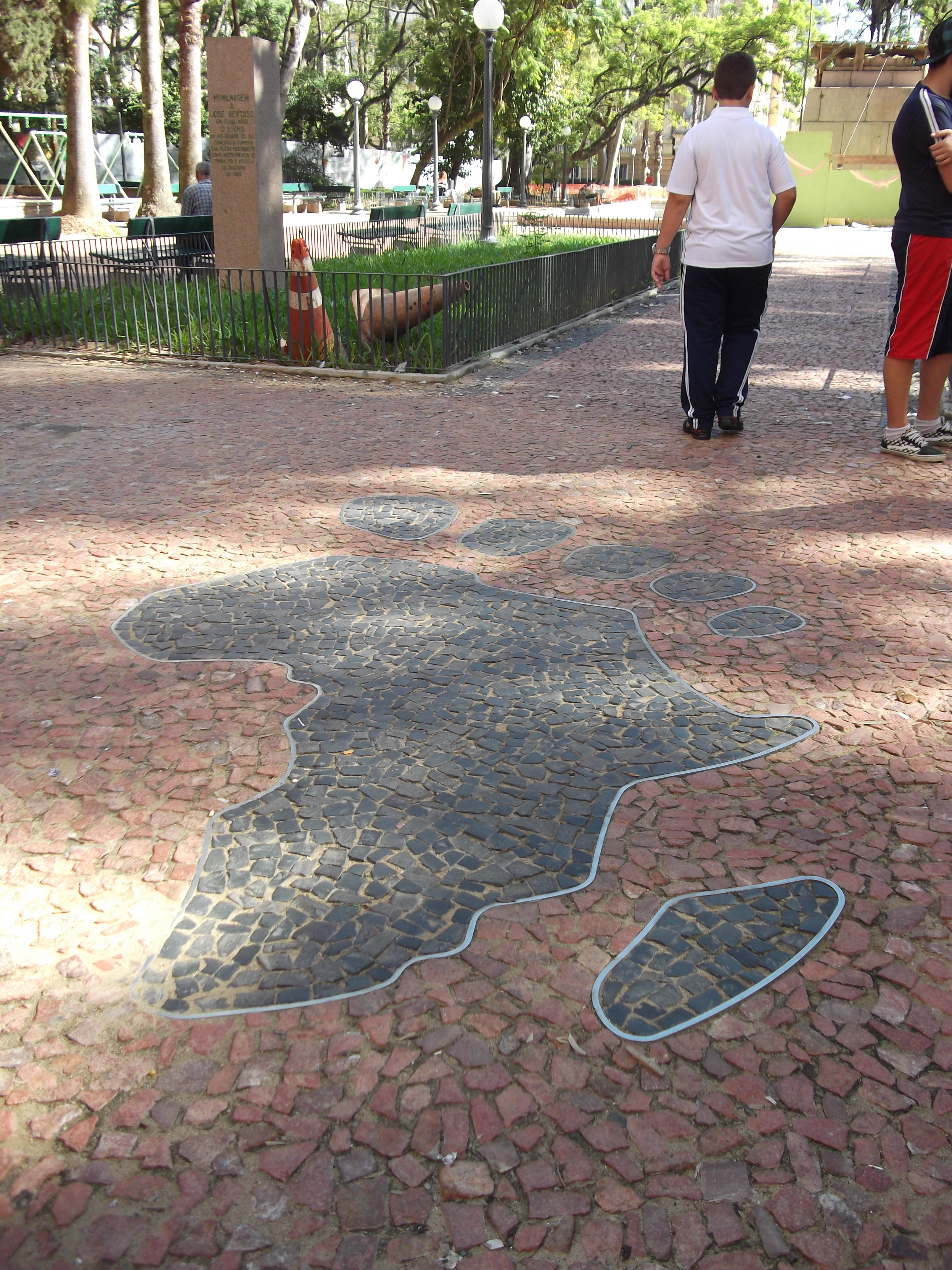
A Pegada Africana na Praça da Alfândega, um dos marcos do Museu de Percurso do Negro

O museu começou a ser idealizado a partir de 2003 por diversos movimentos sociais negros, que se reuniram no Museu de Porto Alegre para organizar um seminário, a fim de se proceder à criação do Centro de Referência Afro-Brasileiro, entidade que veio a centralizar a demandas dos movimentos negros da capital. Entre outras coisas, reivindicavam maior representatividade no patrimônio cultural do município, a partir da constatação de que as centenas de estátuas, bustos e monumentos públicos da cidade não contemplavam negros, a despeito da sua fundamental contribuição para a formação e crescimento de Porto Alegre, e de que a memória negra estava sendo cada vez mais apagada. A ideia do museu surgia, assim, como disse Pedro Vargas, como forma de revisitar e reescrever a história da cidade, e reivindicar "direitos civis e políticos de representação da etnia negra no concerto das memórias e dos povos que originaram e fazem Porto Alegre".
Depois de uma pesquisa histórica para identificar os lugares de referência, memória e pertencimento dos territórios negros porto-alegrenses, liderada pelo professor Iosvaldyr Bittencourt Júnior, em parceria com diversos mestres griot como Walter Calixto Ferreira, José Alves Bitencourt, Nilo Feijó e Elaine Rodrigues, foi elaborado um projeto para viabilizar sua materialização, por um grupo de artistas, historiadores, jornalistas, museólogos e pesquisadores, todos militantes do movimento negro, onde se destacam Arilson dos Santos Gomes, Jeanice Dias Ramos, Lorecinda Abraão, Vinícius Vieira, Pedro Rubens Vargas, Ivan Braz, Adriana Santos e Fernanda Carvalho. Houve muitas resistências a vencer na burocracia municipal até que o projeto fosse aceito.
Aprovado pelo Orçamento Participativo, a primeira etapa de sua implantação foi concluída em 2011 com a participação do Centro de Referência Afro-Brasileiro, a coordenação do Grupo de Trabalho Angola Janga e apoio da Prefeitura e do Programa Monumenta. O Instituto do Patrimônio Histórico e Artístico Nacional orientou sua execução. Neste meio-tempo, a Companhia Carris organizou um percurso de ônibus pelos territórios negros da cidade, passando pela maioria dos lugares definidos no museu, que devido à grande procura por escolas e projetos educativos se estendeu muito além do previsto. Enquanto isso, eram ministrados cursos de formação de monitores para acompanhar visitantes no percurso do museu.

## Percurso

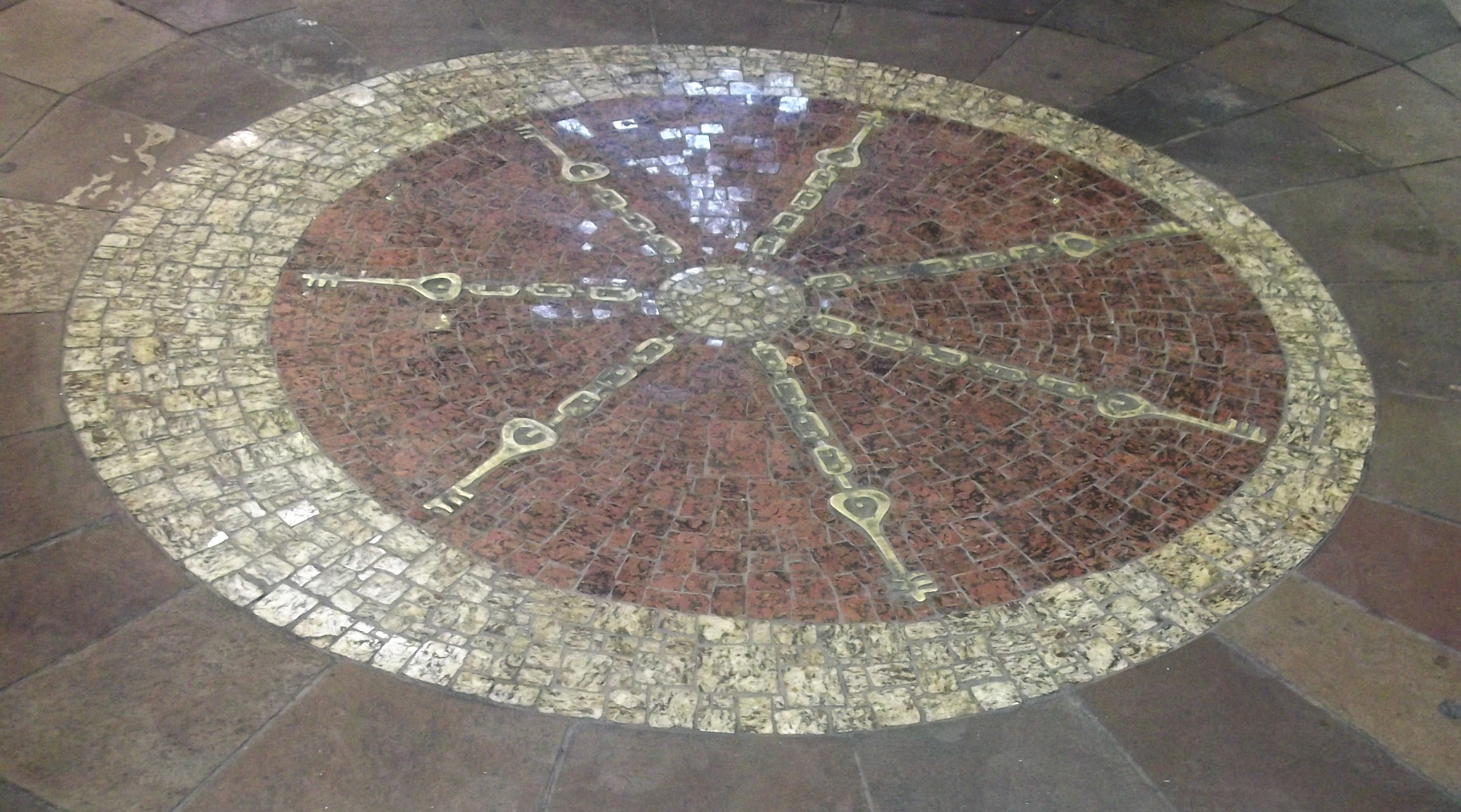
O marco do Bará do Mercado Público, que também foi declarado Patrimônio Imaterial de Porto Alegre.

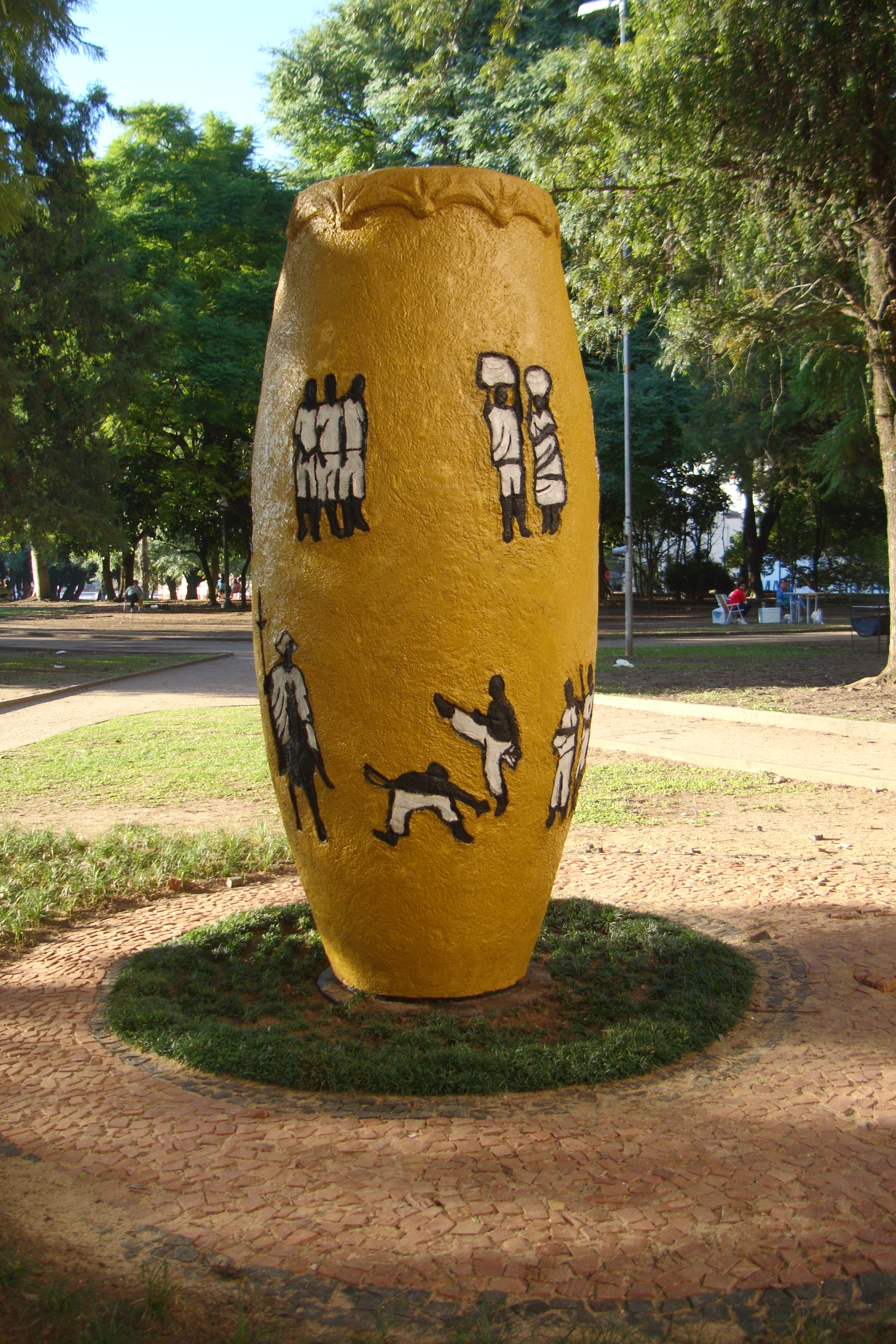
O monumento O Tambor na Praça Brigadeiro Sampaio

O percurso passa por marcos urbanos, sítios históricos, obras de arte e monumentos situados em diversos pontos do Centro Histórico de Porto Alegre, que têm uma ligação marcante com a comunidade negra em termos de memória, identidade e cidadania. Estão incluídos o Cais do Porto; o local do antigo Pelourinho, diante da Igreja das Dores, onde os negros eram castigados publicamente; a antiga Esquina do Zaire, hoje chamada Esquina Democrática, ponto de encontro de operários, carnavalescos e músicos, e local de concentração de manifestações políticas; dali partiu a primeira Marcha 20 de Novembro (Dia da Consciência Negra); a Igreja de Nossa Senhora do Rosário, sede de irmandades negras; a Santa Casa de Misericórdia; a antiga Colônia Africana e o antigo Areal da Baronesa, onde hoje sobrevive o Quilombo do Areal, um dos onze quilombos urbanos de Porto Alegre.
Além dos marcos históricos já existentes, nas etapas seguintes, também com apoio do Programa Monumenta, foram criadas obras novas instaladas em locais significativos: O Tambor, no antigo Largo da Forca, onde negros eram sentenciados, atual Praça Brigadeiro Sampaio, a primeira a ser instalada, inaugurada em 9 de abril de 2010; o mosaico Pegada Africana no antigo Largo da Quitanda, ponto de venda das quitandeiras negras, atual Praça da Alfândega; o marco do Bará no Mercado Público, e o Painel Afro-Brasileiro no Largo Glênio Peres. A Prefeitura mantém um programa de visitas guiadas pelo roteiro.

## Significado
Desde o século XIX até passada a metade do século XX os negros sofreram um continuado processo de expulsão das "zonas nobres" mais centrais, em projetos de "higienização", modernização e branqueamento, sendo remetidos para as periferias e abandonados pelo poder público. Neste sentido, para a socióloga Elza Vieira da Rosa, o museu inova na maneira de representar a memória negra, e sua criação no próprio Centro Histórico traz à tona caminhos antes trilhados e locais antes habitados pela população negra, traz "a possibilidade de se reconstruir aquilo que ficou despedaçado", instala os lugares e os monumentaliza como lugares de memória, e "reposiciona a indagação pelo uso dos espaços públicos na cidade, pela forma como culturalmente construiu-se a monumentalidade e que aspectos preponderaram na edificação de museus que pudessem garantir a memória daqueles e daquelas que contribuíram de modo ímpar na construção da cultura rio-grandense".
A museóloga Vitória Carvalho o considera relevante como uma forma de combate do silenciamento e das formas estereotipadas de representação do negro, "fortalecendo a visão do negro como um ator significativo na construção da cultura brasileira". Para a historiadora Karitha Soares, "o Percurso do Negro em Porto Alegre é a afirmação histórica do negado afro-gaúcho, a inscrição oficial no Centro Histórico e turístico da presença, da memória e do patrimônio dos africanos, mudando no paradigma da cidade a imagem dos negros. Recria um novo olhar, carregando a alegria, os fundamentos e o pertencimento da base que construiu o município até a chegada dos imigrantes ítalo/alemão, e o inicio da reparação à memória e a lutas desses antepassados".
Já para a pesquisadora Helena Bonetto, a herança europeia ainda é tão predominante na cidade que essa e outras iniciativas ainda não foram suficientes para tornar visíveis "as mãos negras que foram e são sujeitos históricos que construíram Porto Alegre". O Museu de Percurso do Negro foi um dos modelos inspiradores do Museu da Escravidão e Consciência Negra do Rio.